# Ксантипп Спартанський
Ксантипп (дав.-гр. Ξάνθιππος) — давньогрецький полководець III ст. до н. е.
Народився у Спарті. Здобув славу, командуючи загоном найманців. Був найнятий карфагенянами під час Першої Пунічної війни для боротьби з римлянами, що висадилися в Африці. Реорганізував карфагенську армію і здобув перемогу над військом Регула в битві під Тунетом (255 р. до н. е.), використовуючи нумідійську кавалерію і бойових слонів. Керував обороною Лілібея. Після закінчення контракту з карфагенянами найнявся до Птолемея III. Керував діями єгипетської армії у Сирії.